# Thore Enochsson
Thore Enochsson (Suecia, 17 de noviembre de 1908-14 de marzo de 1993) fue un atleta sueco especializado en la prueba de maratón, en la que consiguió ser subcampeón europeo en 1938.

## Carrera deportiva
En el Campeonato Europeo de Atletismo de 1934 ganó la medalla de plata en la carrera de maratón, recorriendo los 42,195 km en un tiempo de 2:54:36 segundos, tras el finlandés Armas Toivonen (oro con 2:52:29 segundos) y por delante del italiano Aurelio Genghini (bronce).